# Armorica (continente)

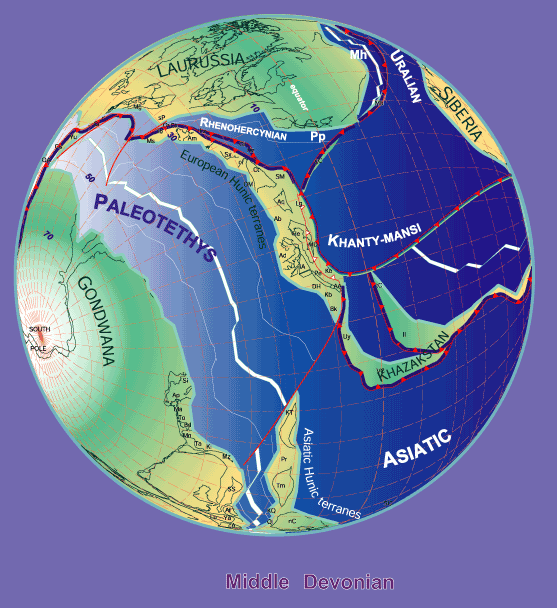
La situazione tettonica di 380 milioni di anni fa, durante il Devoniano superiore

Mappa geologica del Massiccio armoricano, il maggior affioramento del terrane dell'Armorica

L'Armorica o terrane armoricano era un microcontinente o gruppo di frammenti continentali che si separarono dalla Gondwana verso la fine del Siluriano e entrarono in collisione con l'Euramerica (o Laurussia) verso la fine del Carbonifero durante l'orogenesi ercinica.
Il nome del continente storico deriva da quello dall'omonima regione storica dell'Armorica, situata nella parte nordoccidentale della Francia e che includeva l'odierna Bretagna, in quanto le unità rocciose che formano la maggior parte di questo terrane si trovano proprio in quel territorio.

## Estensione
I più importanti affioramenti di terrane armoricano si trovano in tutta la Bretagna, nelle Isole del Canale, nella Bassa Normandia e vanno a formare il Massiccio armoricano. Altri frammenti che si ritiene facessero originariamente parte del continente armoricano includono affioramenti rocciosi nei Vosgi, nella Foresta Nera, nel Massiccio Boemo e in gran parte della Penisola iberica.

## Storia
Si ritiene che tutti i frammenti che componevano il microcontinente armoricano facessero originariamente parte del margine settentrionale della Gondwana. La fratturazione iniziò nel Cambriano e continuò nell'Ordoviciano, nel corso dell'orogenesi cadomiana, anche se il terrane era ancora abbastanza vicino alla Gondwana da risentire della glaciazione andino-sahariana durante l'Ordoviciano superiore.
Si ritiene che la completa separazione dalla Gondwana, attraverso il nascente Oceano Paleotetide, sia avvenuta verso la fine del Siluriano. A questo punto l'Armorica era separata dall'Euramerica dall'Oceano Reico. Un possibile modello include l'Armorica come parte del superterrane Hun, mentre altri autori considerano che esso si muovesse in modo distinto.
L'Oceano Reico si chiuse durante il Devoniano e il Carbonifero inferiore, quando la crosta oceanica andò in subduzione. L'orogenesi ercinica segna la chiusura definitiva dell'Oceano Reico, quando i vari frammenti continentali, inclusa l'Armorica, entrarono in collisione con l'Euramerica verso la fine del Carbonifero.